# Eugnathogobius siamensis
Predefinição:!peixes
Eugnathogobius siamensis  é uma espécie de peixe da família Gobiidae e da ordem Perciformes.

## Morfologia
Os machos podem atingir 4 cm de comprimento total.

## Alimentacão
Alimenta-se de insectos e de outros invertebrados.

## Habitat
É um peixe de água doce, de clima tropical e demersal.

## Distribuição geográfica
Pode ser encontrado na Ásia: Singapura, Tailândia, Malásia, Brunei, Indonésia e Birmânia.

## Observações
É inofensivo para os seres humanos.

## Sinónimos
- Calamiana siamensis  (Fowler, 1934)
- Mugilogobius jurongensis  (Herre, 1940)
- Mugilogobius mawaia  (Herre, 1936)
- Pseudogobiopsis jurongensis  (Herre, 1940)
- Pseudogobiopsis siamensis  (Fowler, 1934)
- Pseudogobiopsis wuhanlini  (Zhong & Chen, 1997)
- Pseudogobius oratai  (Herre, 1940)
- Vaimosa jurongensis  (Herre, 1940)
- Vaimosa mawaia  (Herre, 1936)
- Vaimosa oratai  (Herre, 1940)
- Vaimosa siamensis  (Fowler, 1934)[12]